# Rhamphomyia simplex
Rhamphomyia simplex är en tvåvingeart som beskrevs av Zetterstedt 1849. Rhamphomyia simplex ingår i släktet Rhamphomyia och familjen dansflugor. Arten är reproducerande i Sverige. Inga underarter finns listade i Catalogue of Life.